# 박중훈
박중훈(1966년 3월 22일 ~ )은 대한민국의 배우, 가수이다.

## 약력
- 신장은 178cm이고 체중은 68kg인 그는 1966년 서울에서 출생하여 용산 고등학교 졸업 이후 중앙대학교 연극영화학과 학사 학위를 거쳐 미국 뉴욕 대학교 티시 예술대학원 예술학 석사 학위하였는데 KBS 11기 탤런트 시험에 응시했으나 2차에서 떨어졌으며 MBC 강변가요제 출전도 곡을 받지 못해[2] 무산된 바 있었고 당초 동국대학교 연극영화과를 지원했지만 떨어지자[3] 1년 재수하여 중앙대학교 연극영화과에 들어갔다.

- 1986년 영화 《깜보》의 주연으로 영화배우 데뷔하였으며,[4] 《미미와 철수의 청춘 스케치》, 《칠수와 만수》등의 영화를 통해 주목을 받았다. 이후 1990년 갑작스레 마약 사건에 연루되었는데 1991년 미국으로 유학을 떠나 1992년 뉴욕 대학교에서 연극교육학과 석사를 마치고 귀국하여 1993년 강우석 감독의 영화 《투캅스》를 통해 화려하게 복귀하였다.

- 1988년 영화 《아스팔트 위의 동키호테》의 공동 주연(다른 한 명은 최재성)으로 촬영을 하던 1987년 12월. 그 작품으로 데뷔를 한 후배 김민종을 배려하는 마음에서 자가용에 시동만 켜 놓고 히터를 틀어놓은 뒤 김민종을 그 안에 들여보내서 따뜻하게 대기하라고 배려했는데 김민종이 그 차를 운전해서 접촉사고를 크게 냈다. 박중훈의 자가용이 문제가 아니라 그 자가용으로 사고를 낸 상대 차량의 수리비만 50만원이 나왔다.

- 이후 《게임의 법칙》, 《마누라 죽이기》 등을 통해 흥행배우로 입지를 굳혔다. 1994년 재일 한국인이었던 윤순이라는 여성과 결혼하여 그녀와의 사이에서 슬하에 1남 2녀를 두었으며, 이후에도 《인정사정 볼 것 없다》(1999년), 《불후의 명작》(2000년), 《황산벌》(黃山伐, 2003년), 《투 가이즈》(2004년),《천군》(2005년), 《라디오 스타》(2006년), 《해운대》(2009년) 등에 출연했다. 다수의 영화에서 안성기나 최진실 등의 배우들과 함께 출연하기도 했다.

- 최재성을 처음 만났을 때 빠른 1965년 생(1964년 생과 같은 학년)으로 속이고 친구로 지내자고 제안했다. 최재성은 이에 동의했다. 최재성이 대단한 게 나중에 박중훈의 실제 나이를 알고 나서도 박중훈에게 이의제기를 하지 않았으며 계속 친구로 지내는 쪽을 택했다. 박중훈은 40살이 넘어간 이후에도 계속 친구 대우를 해주는 최재성을 매우 고마워했다.

- 사족으로 농구감독 허재와 고등학교 동창[5]이다.

- 가수 에이핑크의 멤버 정은지가 박중훈과 닮은 얼굴로 화제가 되었다.

## 학력
- 서울대조국민학교 졸업
- 대성중학교 전학
- 한강중학교 졸업
- 용산고등학교 졸업
- 중앙대학교 예술대학 연극학 학사
- 미국 뉴욕 대학교 대학원 연기교육학 석사

## 가족 관계
- 청와대 경제수석인 강석훈 前 의원(서울 서초을, 새누리당)과 이종사촌지간으로 알려져 있다.

- 1994년 6월 3일 서울 강남구 삼성동 공항터미널 컨벤션센터에서 3살 연하의 재일교포 3세 윤순 씨와 결혼식을 올렸다. 배우자는 일본 메이지대 불문학과를 졸업하고 미국 뉴욕예술교육대학원에서 그래픽 커뮤니케이션을 전공한 재원으로 알려졌다.[6]

- 슬하에는 1남 2녀에 자녀를 두었다. 아들 박배승(1995년 서울 출생), 장녀 박소휘(1997년 서울 출생), 차녀 박미휘(모델, 2002년 출생)이다.

## 출연작

### 영화
| 연도 | 제목                      | 역할                | 비고     |
| ---- | ------------------------- | ------------------- | -------- |
| 2012 | 영화판                    | 본인                |          |
| 2011 | 아리아리 한국영화         |                     |          |
| 2011 | 체포왕                    | 황재성 형사         |          |
| 2011 | 써니                      | 과거 사진           | 특별출연 |
| 2011 | 달빛 길어올리기           | 필용                |          |
| 2010 | 내 깡패 같은 애인         | 모동철              |          |
| 2009 | 해운대                    | 김휘                |          |
| 2006 | 라디오 스타               | 88년 가수왕, 최곤   |          |
| 2006 | 강적                      | 하성우 형사         |          |
| 2005 | 천군                      | 청년 이순신         |          |
| 2004 | 투 가이즈                 | 박중태              |          |
| 2003 | 황산벌                    | 계백                |          |
| 2003 | 찰리의 진실               | 이일상              |          |
| 2001 | 세이 예스                 | M                   |          |
| 2000 | 불후의 명작               | 인기 / 삐에로       |          |
| 1999 | 인정사정 볼 것 없다       | 우영민(영구) 형사   |          |
| 1998 | 아메리칸 드래곤           |                     |          |
| 1997 | 인연                      | 증권회사 직원 지훈  |          |
| 1997 | 할렐루야                  | 양덕건              |          |
| 1997 | 똑바로 살아라             | 마고봉              |          |
| 1997 | 현상수배                  | 제이 킴 / 써니 초우 |          |
| 1997 | 체인지                    | 황성철              |          |
| 1996 | 깡패 수업                 | 황성철              |          |
| 1996 | 투캅스 2                  | 강민호 형사         |          |
| 1995 | 돈을 갖고 튀어라          | 천달수              |          |
| 1995 | 총잡이                    | 대서                |          |
| 1995 | 꼬리치는 남자             | 재수                |          |
| 1994 | 마누라 죽이기             | 박봉수              |          |
| 1994 | 젊은 남자                 |                     |          |
| 1994 | 게임의 법칙               | 용대                |          |
| 1993 | 투캅스                    | 강민호 형사         |          |
| 1990 | 나의 사랑 나의 신부       | 김영민              |          |
| 1990 | 그들도 우리처럼           | 이성철              |          |
| 1990 | 우묵배미의 사랑           | 일도                |          |
| 1989 | 애란                      |                     |          |
| 1989 | 바이오맨                  | 도일                |          |
| 1989 | 내 사랑 동키호테          | 호태                |          |
| 1988 | 지금은 양지               |                     |          |
| 1988 | 아스팔트 위의 동키호테    | 호태                |          |
| 1988 | 칠수와 만수               | 칠수                |          |
| 1987 | 됴화                      |                     |          |
| 1987 | 미미와 철수의 청춘 스케치 | 철수                |          |
| 1986 | 깜보                      | 제비                |          |

### 감독
| 연도 | 제목   | 역할 | 비고 |
| ---- | ------ | ---- | ---- |
| 2013 | 톱스타 |      |      |

### 연극
| 연도 | 제목            | 역할       | 비고   |
| ---- | --------------- | ---------- | ------ |
| 1984 | 햄릿            | 햄릿 왕자  | 주인공 |
| 1985 | 고도를 기다리며 | 블라디미르 | 주연   |

### 뮤지컬
| 연도 | 제목            | 역할              | 비고 |
| ---- | --------------- | ----------------- | ---- |
| 1985 | 아가씨와 건달들 | 베니 사우드스트릿 | 조연 |

### 드라마, 시트콤
| 연도 | 방송 | 제목                    | 역할        | 비고     |
| ---- | ---- | ----------------------- | ----------- | -------- |
| 1993 | SBS  | 머나먼 쏭바강           | 황일천 병장 |          |
| 1997 | MBC  | 남자 셋 여자 셋         | 박중훈      | 특별출연 |
| 2001 | MBC  | 세 친구                 | 본인        | 특별출연 |
| 2017 | OCN  | 나쁜 녀석들 : 악의 도시 | 우제문      |          |

## 예능 및 교양

### TV 프로그램
- 《연예가 중계》 (1991년 10월 21일 1월 19일, 1993년 10월 21일, 1994년 9월 3일 방송)
- 《지구촌 영상음악》 (1993년 11월 2일)
- 《슈퍼선데이》 - 스타 스타 스타 (1997년 6월 29일)
- 《이야기쇼 만남》 (1992년 10월 15일 방송)
- 《주병진 나이트쇼》 (1995년 11월 10일 방송)
- 《TV는 사랑을 싣고》 (1996년 4월 26일 방송)
- 《TV 데이트》
- 《쇼 토요특급》 (1997년 4월 5일, 7월 19일, 11월 8일 방송)
- 《스타다큐》 (1999년 4월 12일 방송)
- 《박상원의 아름다운 TV 얼굴》 (1999년 6월 8일 방송)
- 《서세원쇼》
- 《이소라의 프로포즈》 (1999년 10월 2일 방송)
- 《파워인터뷰》 (1999년 7월 17일 방송)
- 《공감토크쇼 놀러와》 7회 (2004년 6월 19일 방송)
- 《공감토크쇼 놀러와》 57회 (2005년 7월 15일 방송)
- 《박중훈쇼 대한민국 일요일 밤》 (2008년 12월 14일 ~ 2009년 4월 19일 방송)
- 《아침마당》 (2009년 1월 27일 방송)
- 《황금어장 - 무릎팍 도사》 145회 ~ 146회 (2009년 7월 15일 ~ 2009년 7월 22일 방송)
- 《김승우의 승승장구》 14회 (2010년 5월 11일 방송)
- 《공감토크쇼 놀러와》 334회 (2011년 4월 18일 방송)
- 《일요일이 좋다 - 런닝맨》 41회 (2011년 5월 1일 방송)
- 《현장토크쇼 택시》 308회 (2013년 10월 21일 방송)
- 《해피투게더 시즌3》 322회 (2013년 10월 24일 방송)
- 《사남일녀》 16회 ~ 19회 (2014년 5월 2일 ~ 5월 23일 방송)
- 《하숙집 딸들》 2회 (2017년 2월 21일 방송)
- 《미운우리새끼》 (2018년 7월 8일, 7월 15일)
- 《아빠하고 나하고》 21회 ~ 23회 (2024년 5월 1일 ~ 5월 15일 방송)

### 라디오 프로그램
- 《박중훈의 인기가요》(1988년~1989년, KBS 제2FM)
- 《EBS 책 읽는 라디오 낭독 시리즈》(2014년, EBS FM)
- 《라디오스타》(2017년~2018년 KBS 제2라디오(해피FM))

### 광고
- 롯데제과(꼬깔콘, 디제이콘, 딥콘, 썬칩, 쌀로별, 하비스트 등)
- 뱅뱅어패럴
- LG생활건강 에티켓치약
- 빙그레 미라클바
- 오리온(센스민트, 통아몬드, 핫브레이크, 포카칩, 워시브러시 등)
- 삼립식품 샤우면
- 웅진식품(가을대추, 마시는 송홧가루)
- 태창 빅맨
- 오리리화장품 레브
- LG전자 LG프리웨이
- OB맥주 OB라거
- SK에너지 SK엔크린
- 뉴욕제과
- 고려제약 하벤, 하벤에프
- 웅진식품 웅진고칼슘 오렌지100
- 한화정보통신(한화 시티폰 "톡톡", 한화 파워 900)
- 현대L&C 나무나라
- 팔도 푸짐한 왕라면
- LG유플러스 수퍼클래스
- 딜웨이
- 굿 다운로더
- 새롬기술 국제전화 00770

### 뮤직 비디오
- 이루 - 〈둘이라서〉

## 수상 및 후보
| 연도 | 시상식                       | 부문                             | 작품                       | 결과 | 비고  |
| ---- | ---------------------------- | -------------------------------- | -------------------------- | ---- | ----- |
| 1987 | 제23회 백상예술대상          | 영화부문 남자 신인연기상         | 깜보                       | 수상 | [ 7 ] |
| 1987 | 제26회 대종상                | 신인남우상                       | 미미와 철수의 청춘 스케치  | 후보 |       |
| 1989 | 제25회 백상예술대상          | 영화부문 남자 최우수연기상       | 칠수와 만수                | 후보 |       |
| 1989 | 제9회 한국영화평론가협회상   | 남우주연상                       | 칠수와 만수                | 수상 |       |
| 1989 | 제27회 대종상                | 남우주연상                       | 칠수와 만수                | 후보 |       |
| 1990 | 제28회 대종상                | 남우주연상                       | 우묵배미의 사랑            | 후보 |       |
| 1990 | 제10회 한국영화평론가협회상  | 남우주연상                       | 우묵배미의 사랑            | 수상 |       |
| 1990 | 제26회 백상예술대상          | 영화부문 남자 최우수연기상       | 우묵배미의 사랑            | 수상 |       |
| 1990 | 제11회 청룡영화상            | 남우조연상                       | 그들도 우리처럼            | 후보 |       |
| 1991 | 제36회 아시아 태평양 영화제  | 남우주연상                       | 나의 사랑 나의 신부        | 수상 |       |
| 1991 | 제29회 대종상                | 남우주연상                       | 나의 사랑 나의 신부        | 후보 |       |
| 1993 | SBS 연기대상                 | 탤런트부문 남자 최우수연기상     | 머나먼 쏭바강              | 수상 |       |
| 1994 | 제30회 백상예술대상          | TV부문 남자 최우수연기상         | 머나먼 쏭바강              | 후보 |       |
| 1994 | 제30회 백상예술대상          | 영화부문 남자 최우수연기상       | 투캅스                     | 후보 |       |
| 1994 | 제32회 대종상                | 남우주연상 (안성기와 공동 수상)  | 투캅스                     | 수상 |       |
| 1994 | 제32회 대종상                | 남자 인기상 (안성기와 공동 수상) | 투캅스                     | 수상 |       |
| 1994 | 제15회 청룡영화상            | 남우주연상 (문성근과 공동 수상)  | 게임의 법칙                | 수상 |       |
| 1994 | 제15회 청룡영화상            | 인기스타상                       | 게임의 법칙                | 수상 |       |
| 1995 | 제31회 백상예술대상          | 영화부문 남자 최우수연기상       | 마누라 죽이기              | 후보 |       |
| 1995 | 제33회 대종상                | 남우주연상                       | 마누라 죽이기              | 후보 |       |
| 1995 | 제16회 청룡영화상            | 남우주연상                       | 마누라 죽이기              | 후보 |       |
| 1995 | 제16회 청룡영화상            | 인기스타상                       | 마누라 죽이기              | 수상 |       |
| 1996 | 제17회 청룡영화상            | 남우주연상                       | 투캅스 2                   | 후보 |       |
| 1996 | 제17회 청룡영화상            | 인기스타상                       | 투캅스 2, 돈을 갖고 튀어라 | 수상 |       |
| 1996 | 제32회 백상예술대상          | 영화부문 남자 인기상             | 돈을 갖고 튀어라           | 수상 |       |
| 1997 | 제18회 청룡영화상            | 남우주연상                       | 깡패 수업                  | 후보 |       |
| 1997 | 제18회 청룡영화상            | 인기스타상                       | 깡패 수업                  | 수상 |       |
| 1998 | 제34회 백상예술대상          | 영화부문 남자 최우수연기상       | 할렐루야                   | 수상 |       |
| 1998 | 제32회 조세의날              | 재정경제부장관 표창              | 빈칸                       | 수상 |       |
| 1999 | 제20회 청룡영화상            | 남우주연상                       | 인정사정 볼 것 없다        | 후보 |       |
| 2000 | 제20회 한국영화평론가협회상  | 남우주연상                       | 인정사정 볼 것 없다        | 수상 |       |
| 2000 | 제2회 프랑스도빌아시아영화제 | 남우주연상                       | 인정사정 볼 것 없다        | 수상 |       |
| 2000 | 제36회 백상예술대상          | 영화부문 남자 최우수연기상       | 인정사정 볼 것 없다        | 수상 |       |
| 2000 | 제37회 대종상                | 남우주연상                       | 인정사정 볼 것 없다        | 후보 |       |
| 2000 | 제23회 황금촬영상            | 최우수 인기남우상                | 인정사정 볼 것 없다        | 수상 |       |
| 2003 | 제24회 청룡영화상            | 남우주연상                       | 황산벌                     | 후보 |       |
| 2005 | 제43회 영화의 날             | 올해의 영화인상                  | 빈칸                       | 수상 |       |
| 2006 | 제14회 이천춘사대상영화제    | 심사위원특별상                   | 라디오 스타                | 수상 |       |
| 2006 | 제14회 이천춘사대상영화제    | 남우주연상                       | 라디오 스타                | 후보 |       |
| 2006 | 제27회 청룡영화상            | 남우주연상 (안성기와 공동 수상)  | 라디오 스타                | 수상 |       |
| 2007 | 제30회 황금촬영상            | 심사위원특별상                   | 라디오 스타                | 수상 |       |
| 2010 | 제18회 이천춘사대상영화제    | 심사위원특별연기상               | 내 깡패 같은 애인          | 수상 |       |
| 2010 | 제8회 대한민국영화대상       | 남우주연상                       | 내 깡패 같은 애인          | 후보 |       |
| 2014 | 제13회 뉴욕 아시아 영화제    | 연예인상                         | 빈칸                       | 수상 |       |